# Lars Lukas Mai
Lars Lukas Mai (* 31. března 2000, Drážďany, Německo) je německý fotbalový obránce, v současné době na hostování v klubu SV Darmstadt 98.

## Klubová kariéra

### Mládežnická kariéra
Mai se v roce 2014 přesunul z akademie Dynama Drážďan do mládežnického týmu FC Bayernu Mnichov.

### FC Bayern Mnichov II
Od roku 2017 začal pravidelně nastupovat za rezervní tým Bayernu Mnichov. Svůj první zápas za B-Tým odehrál 30. července 2017 proti v bavorské Regionallize proti FC Unterföhring. V sezoně 2018/19 zvítězil s rezervou Bayernu v bavorské Regionallize a postoupil do 3. německé fotbalové ligy.

### FC Bayern Mnichov
Od roku 2018 se začal Mai objevovat také v prvním týmu Bayernu Mnichov. Svůj debut za tým odehrál 21. dubna 2018 v utkání německé Bundesligy proti Hannoveru 96. 27. dubna podepsal s klubem první profesionální smlouvu do roku 2021.

### SV Darmstadt 98
21. července 2020 odešel Mai na hostování do druholigového celku SV Darmstadt 98. Svůj debut za nový klub odehrál 13. září 2020 v pohárovém utkání proti 1. FC Magdeburgu. V lize pak k prvnímu zápasu nastoupil o šest dní později proti SV Sandhausenu.

## Reprezentační kariéra
Mai reprezentoval Německo v několika mládežnických kategoriích.
V kategorii U17 odehrál všechny utkání na Mistrovství Evropy do 17 let 2017 a Mistrovství světa do 17 let 2017.